# 杉下右京の冒険
『杉下右京の冒険』（すぎしたうきょうのぼうけん）は、碇卯人による日本の推理小説。

## 概要
2010年に発表した『杉下右京の事件簿』に続き、テレビドラマ『相棒』のノベライズを手がける碇によるオリジナル小説の第2弾。

三宅島を舞台とした「紺碧の墓標」と、韓国を舞台とした「野鳥とUFO」の2編が収録されている。
時系列としては「紺碧の墓標」は亀山薫が特命係を去って約半年後、「野鳥とUFO」は神戸尊が特命係に着任してしばらく経った後の物語である。

## 紺碧の墓標
亀山薫がサルウィンに旅立って約半年、特命係の杉下右京は、内村刑事部長の命令で、三宅島で起こった釣り人の溺死事故の捜査応援に行くことになる。
被害者は島に釣りに来ていた大山公宏。右京の検視により、遺体の後頭部の傷と緑色の死斑が確認され、火山ガスを吸って動けなくなり溺死したように思われた。慎重を期して右京は事故か事件かの判断を遅らせるが、その後被害者の不可解な行動が判明し、第二の死者も出る。豊かな島の自然は、博覧強記の右京をも戸惑わせる。

### 登場人物
杉下 右京（すぎした うきょう）
警視庁特命係 警部。検視官の資格を有する。
山本 匡（やまもと ただし）
三宅島署刑事課長 警部。三宅島出身。噴火による全島民避難の時は本庁刑事部捜査三課に勤めていた。
大山 公宏（おおやま きみひろ）
47歳。杉並区のスポーツジムでインストラクターをしている。三宅島で溺死体で発見される。
藤本 智己（ふじもと ともき）
千葉県在住のサラリーマン。磯釣りが趣味で、度々休暇を取って三宅島を訪れる。大山の遺体の第一発見者。
土肥 龍弘（どい たつひろ）
「民宿どい」の主人。釣り客の多い宿で、土肥自身も釣り好き。山本とは同級生。
土肥 峰子（どい みねこ）
龍弘の妻。学生時代はアイドル的存在だった。
吉沢 聡（よしざわ さとし）
アカコッコを見に仲間2人と島を訪れた。
岡田 一平（おかだ いっぺい）
吉沢のバードウォッチング仲間。大山とは隣人。
谷 健介（たに けんすけ）
吉沢のバードウォッチング仲間。
井上 寛（いのうえ ゆたか）
御蔵島駐在所 巡査部長。
木下 泰徳（きのした やすのり）
〈御蔵ヴィレッジ〉オーナー兼ガイド。御蔵島の自然に惚れ込んで東京から移住してきた。
木下 美樹（きのした みき）
泰徳の妻。

## 野鳥とUFO
国際窃盗団が一斉検挙され、押収物の中から、数年前に韓国の博物館から盗まれた国宝級の白磁の壺が見つかる。貴重な盗難品を無事に送り届けるよう命を受け、杉下右京は韓国へ飛び立つ。
ソウル地方警察庁の警監、尹徳泰（ユン ドクテ）を介して、博物館の館長へ壺の返却が呆気なく終わり、右京が多少物足りない思いをしていると、館長が「UFOを見た」と話す。犯罪ではないから放っておくしかないと言う尹を説き伏せ、共にUFOの謎を追うことにする。事件を調べるうちに、在韓米軍駐留問題が絡む複雑な背景が浮上し、単独行動を取っていた右京の身に危険が及ぶ。

### 登場人物
杉下 右京（すぎした うきょう）
警視庁特命係 警部。
神戸 尊（かんべ たける）
警視庁特命係 警部補。風邪で休んでいる。
尹 徳泰（ユン ドクテ）
ソウル地方警察庁警務部 警監（日本の警部に該当）。日本に研修に来たことがあり、日本語での会話には不自由しない。
コリン・エスター
アメリカ合衆国国防副長官。元アメリカ陸軍大将、タカ派。訪韓する。
朴 承卓（パク スンタク）
李朝白磁を盗まれた博物館の館長。UFOを目撃する。
洪 定陽（ホン ジョンヤン）
ソウル大学自然科学カレッジ地球環境科学部2年生。気象予報部の唯一のメンバー。気象学者を目指している。落下したラジオゾンデを私物化する。
黄 哲柱（ファン チョルジュ）
野生生物研究部所属の学生。鳥インフルエンザのウイルス飛来源の調査のための気象調査を洪に依頼する。
姜 華龍（カン ファリョン）
かつて大韓民国軍が使用していた老朽化した監視施設に、日本人の妻・林明美と小学生の息子・智龍（ジリョン）と暮らしている。